# Axinidris murielae
Axinidris murielae es una especie de hormiga del género Axinidris, familia Formicidae. Fue descrita científicamente por Shattuck en 1991.
Se distribuye por Camerún, República Centroafricana, Gabón, Ghana, Guinea, Costa de Marfil y Kenia. Se ha encontrado a elevaciones de hasta 1600 metros. Vive en microhábitats como la maleza y el dosel arbóreo.